# Porto Colom

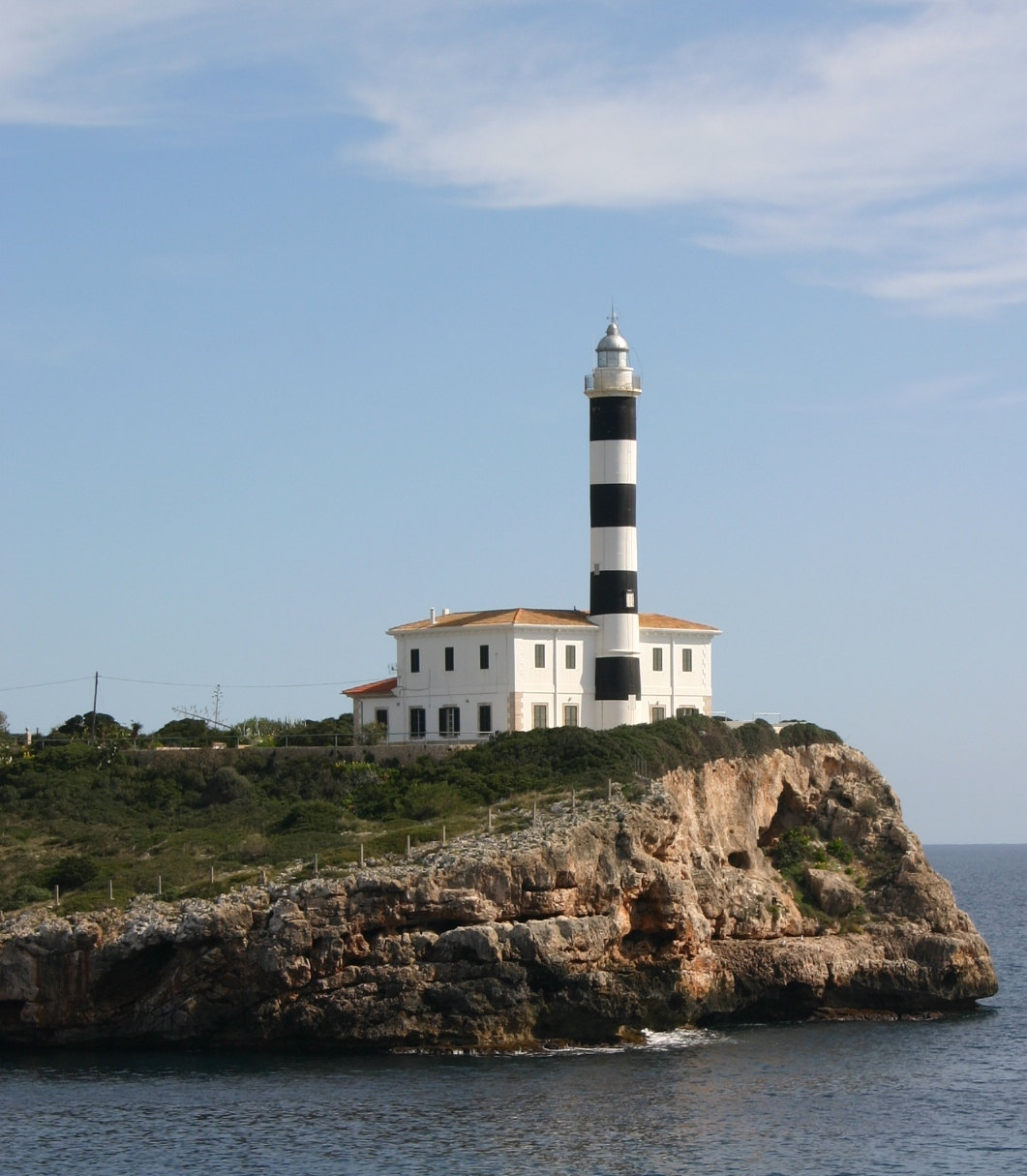
El faro de Porto Colom

Porto Colom (conocida como El Puerto; en catalán y oficialmente Portocolom) es una localidad y pedanía española perteneciente al municipio de Felanich, en la parte oriental de Mallorca, comunidad autónoma de las Islas Baleares. En plena costa mediterránea, cerca de esta localidad se encuentran los núcleos de s'Horta, Calonge, Cala Murada, Calas de Mallorca, Cala Serena, Cala Ferrera, Cala d'Or y Alquería Blanca.
Está compuesto por los barrios de la Capilla —su casco antiguo—, Cala Marsal, La Punta, La Aduana, La Batería, Cala Barbacana, La Fe y Cas Corso. Es un pueblo pesquero y turístico enclavado alrededor de una bahía de forma irregular, en la que los embarcaderos y su faro ofrecen un pintoresco paisaje. La zona portuaria de Porto Colom, uno de los pocos puertos naturales de Mallorca, tiene un muelle largo donde se mezclan las embarcaciones de ocio con los barcos de pesca locales, como los tradicionales llauts.
Entre sus playas destacan cala Marsal —la más grande, y con bandera azul—, El Babo —o Arenal d'es Ases—, El Arenal —que se divide en Gran y Petit—, y la cala del Algar. Otras playas cercanas a la localidad son cala sa Nau, cala Estreta y cala Brafi.

## Toponimia
El nombre de Porto Colom procede del latín "Portu Columbi" («puerto de paloma»), denominación que le dieron los romanos por la gran abundancia de estas aves que se criaban en ese lugar.

## Historia
El puerto natural de Porto Colom ha servido de refugio a las embarcaciones desde la época romana. Ya en la Edad Media hay constancia de su utilización como puerto comercial pero, debido a los peligros del mar por los ataques de los piratas, el lugar permaneció poco habitado, solamente por algunos pescadores y los encargados de las atalayas defensivas construidas en el siglo XIV.
Más tarde, en el siglo XVI, se levantó una torre de vigilancia en la entrada del puerto. El 1713 se construyó la batería de Cala Barbacana. A finales del siglo XVIII, en vista a la gran actividad comercial, se crearon las primeras infraestructuras portuarias y de núcleo urbano; en 1854 se inauguró el edificio de la aduana.
Durante el último tercio del siglo XIX se produjo el máximo apogeo del comercio vitivinícola con la exportación de caldos, principalmente a la ciudad francesa de Seta, y la mejora de las infraestructuras, pero la actividad comercial se suspendió drásticamente debido a la grave crisis de la filoxera. No sería hasta 1947 y 1960 cuando se reemprendió el comercio. Paralelamente a la actividad comercial, hubo siempre una actividad pesquera, que se incrementó en 1908 con la introducción de las barcas de arrastre.

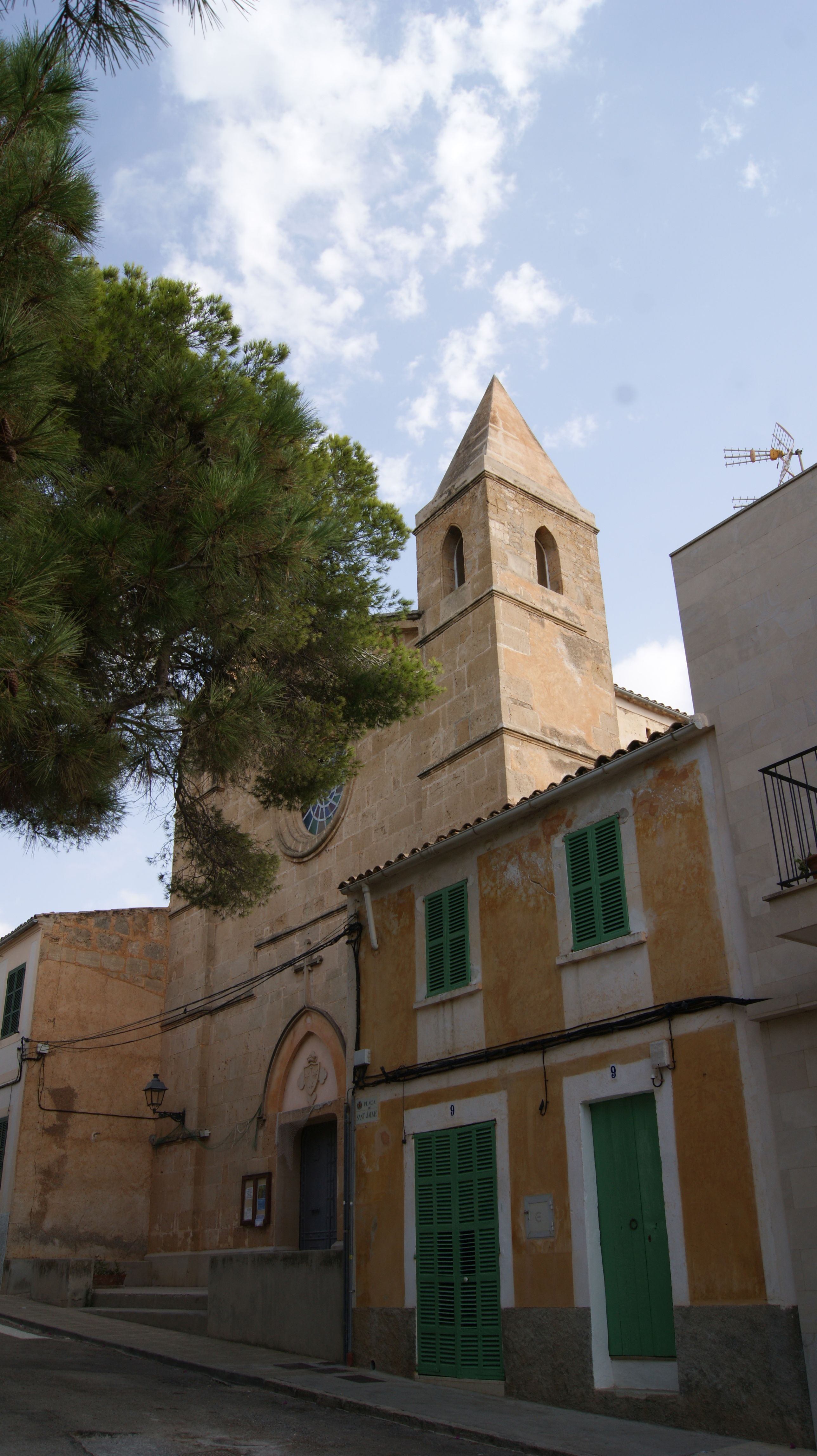
Iglesia de la Virgen del Carmen, en Porto Colom

En 1876 se aprobó el proyecto para urbanizar la zona hoy conocida como la Capilla (sa Capella), formando así el primer núcleo urbano alrededor del oratorio, que existía desde 1808. En 1880 se urbanizó la parte de La Aduana (sa Duana), al oeste del puerto, que nació como lugar de veraneo. En el período de 1884-87 se construyó junto a la plaza de San Jaime la Parroquia de la Virgen del Carmen, patrona de los marineros, donde estaba el pequeño oratorio, según el proyecto de Pedro de Alcántara Peña de estilo neogótico; en su interior se conserva un retablo barroco, el cual data de 1656.
En 1935 se inauguró una escuela pública. A partir del año 1960, con la llegada del turismo, tuvo lugar las urbanizaciones de La Batería (sa Bateria), Cala Barbacana, Cala Marsal (Cala Marçal), La Punta, La Fe y Cas Corso.

## Demografía

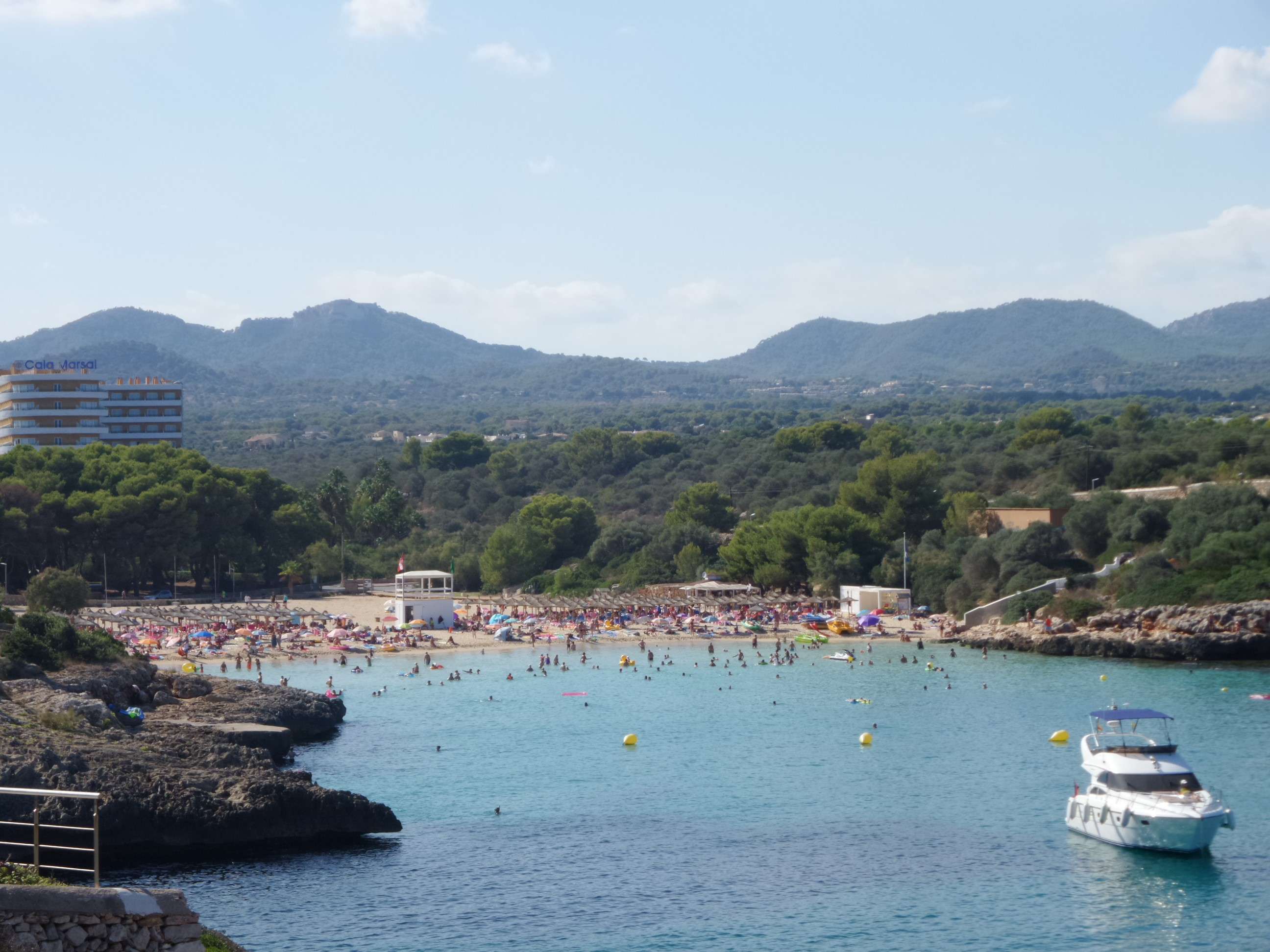
La playa de cala Marsal, la más grande de la localidad

En los últimos tiempos se ha incrementado la población que reside durante todo el año.
Según el Instituto Nacional de Estadística de España, en 2020 Porto Colom contaba con 4.613 habitantes censados, lo que representa el 25,34% de la población total del municipio. Esta cifra se ve duplicada en los meses de verano.

### Evolución de la población
| Gráfica de evolución demográfica de Porto Colom entre 2010 y 2020 |
|                                                                   |
| Datos según el nomenclátor publicado por el INE.                  |

## Turismo
Desde la segunda mitad del siglo XX hasta la actualidad, Porto Colom se ha convertido en un importante destino turístico de sol y playa, por lo que la mayoría de sus habitantes viven de la hostelería.

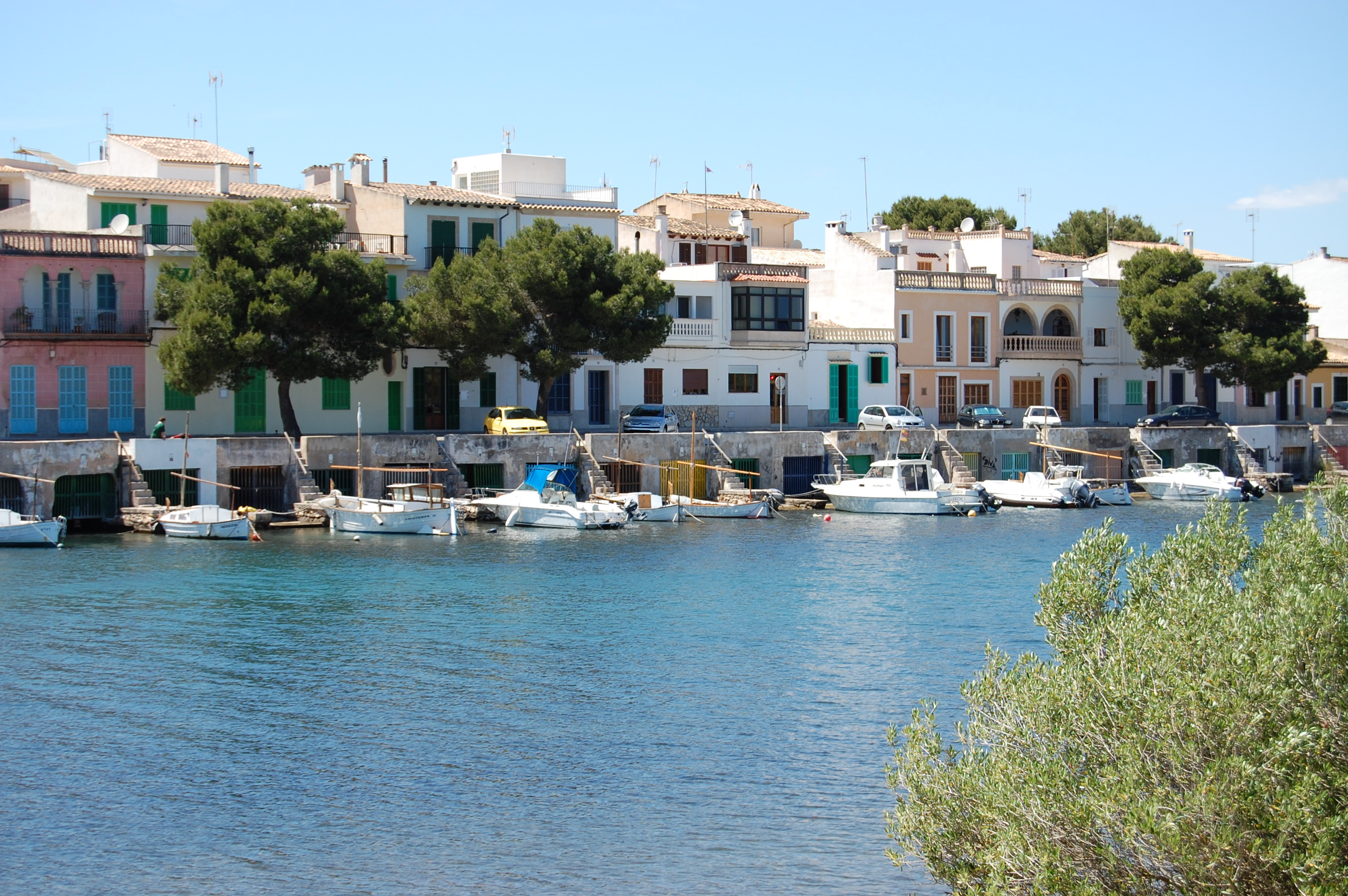
Vista del Riuetó, en Porto Colom

Además de sus calas de aguas cristalinas, entre los sitios más visitados de Porto Colom cabe destacar el Riuetó, un pantalán con la estructura histórica de puerto que incluye un frente de edificaciones típicas de pueblo pesquero, pequeñas casas entre medianeras de diversos colores que conforman una de las estampas más fotografiadas del casco antiguo.
También destacan el club náutico; las casas señoriales frente al mar; el largo paseo marítimo que rodea el puerto repleto de restaurantes, bares y tiendas; y el faro de Porto Colom, de anchas franjas color blanco y negro, que fue construido en 1863 sobre un acantilado en la punta de las Crestas.

## Comunicaciones

### Carreteras

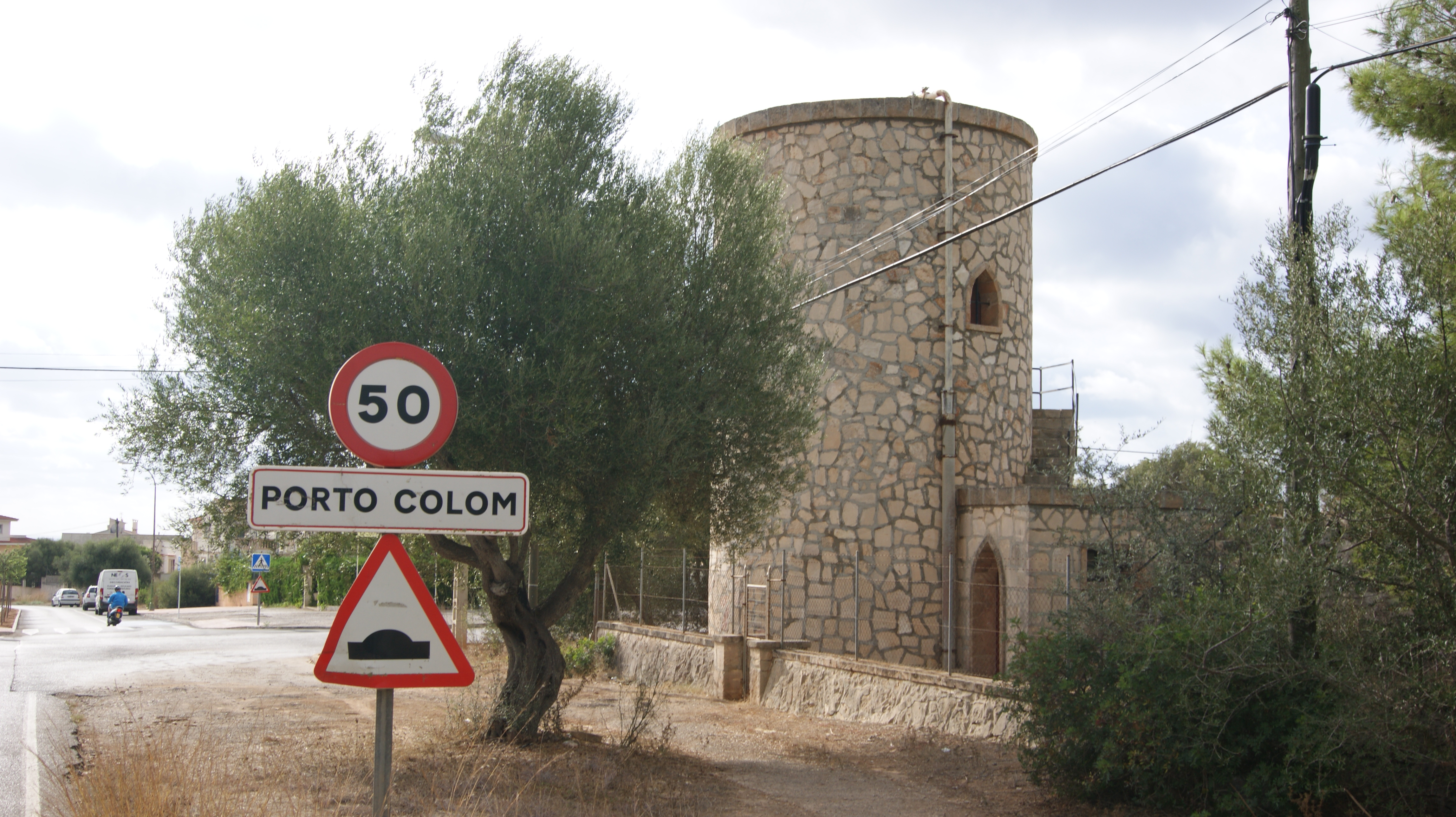
La entrada a Porto Colom por la carretera de s'Horta

Las principales vías de comunicación que transcurren por esta localidad son:
| Identificador | Denominación                     | Itinerario                           |
| ------------- | -------------------------------- | ------------------------------------ |
| Ma-4010       | De Felanich a Porto Colom        | Felanich - Porto Colom               |
| Ma-4012       | De Alquería Blanca a Porto Colom | Alquería Blanca - Porto Colom        |
| Ma-4060       | Carretera del Faro               | Cala del Algar - Faro de Porto Colom |

Algunas distancias entre Porto Colom y otras ciudades:
| Ciudades          | Distancia (km) |
| ----------------- | -------------- |
| Felanich          | 12             |
| Manacor           | 22             |
| Palma de Mallorca | 62             |

## Cultura

### Fiestas
Sus fiestas populares se celebran cada año en el mes de julio en honor al patrón de la localidad, San Jaime, y a la Virgen del Carmen.

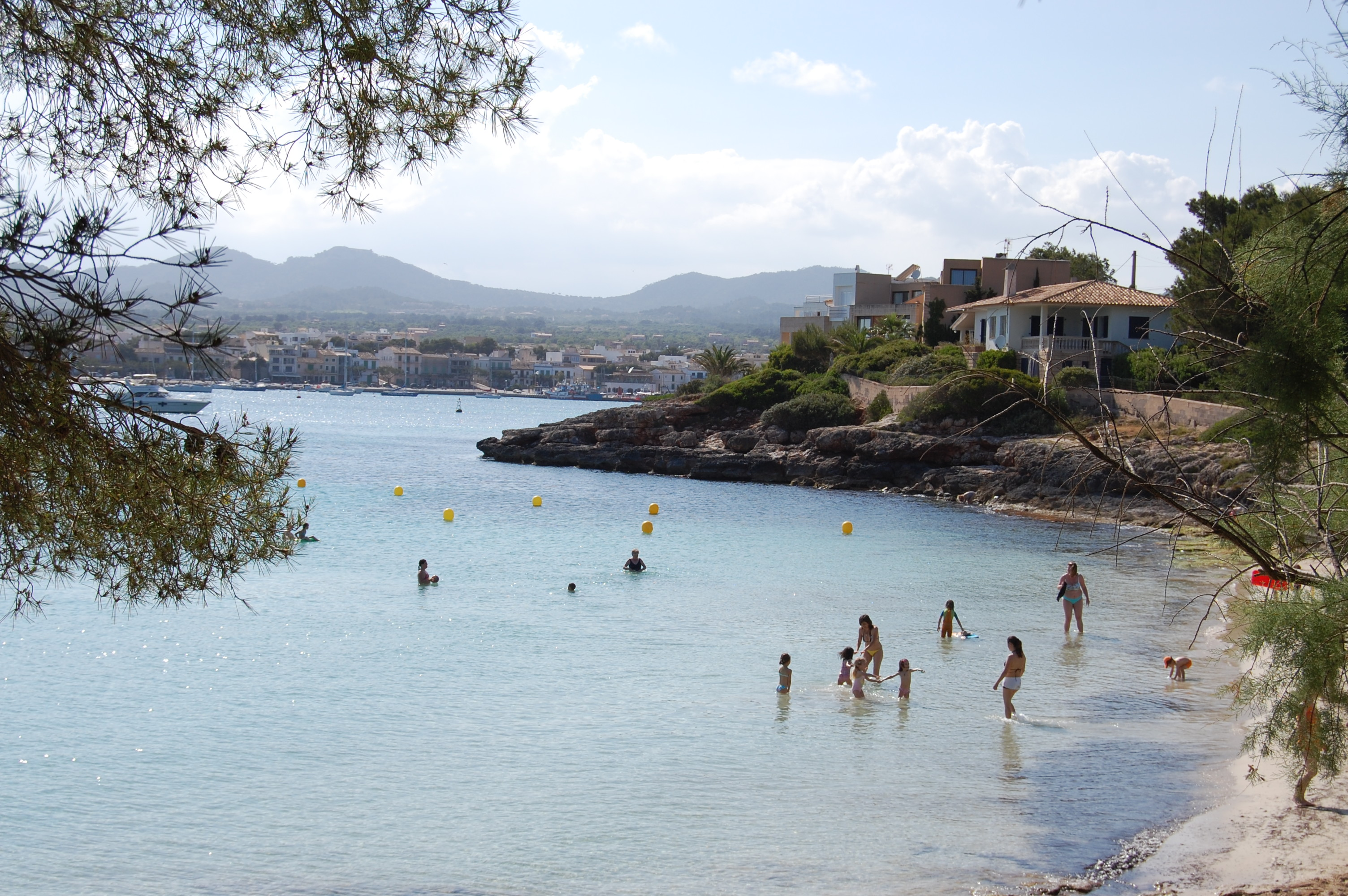
La playa del Arenal, donde cada verano tiene lugar el sopar a penyes

A finales del siglo XX un grupo de vecinos decidió recuperar la tradición de las cenas familiares al fresco en la noche del viernes más próximo al día de San Jaime, acto conocido como el sopar a penyes («cena de peñas»), y que actualmente reúne a miles de personas de todas las edades en la playa del Arenal. Esta celebración se ha convertido en una de los más importantes de las fiestas. Debido a la gran afluencia de gente, el acto ya no tiene lugar sólo con las peñas, sino que la mayoría de participantes ocupan la playa. Sobre las nueve de la noche, la costa se llena de gente, comida, bebida y música en directo. Y a las doce de la noche tiene lugar un castillo de fuegos artificiales.

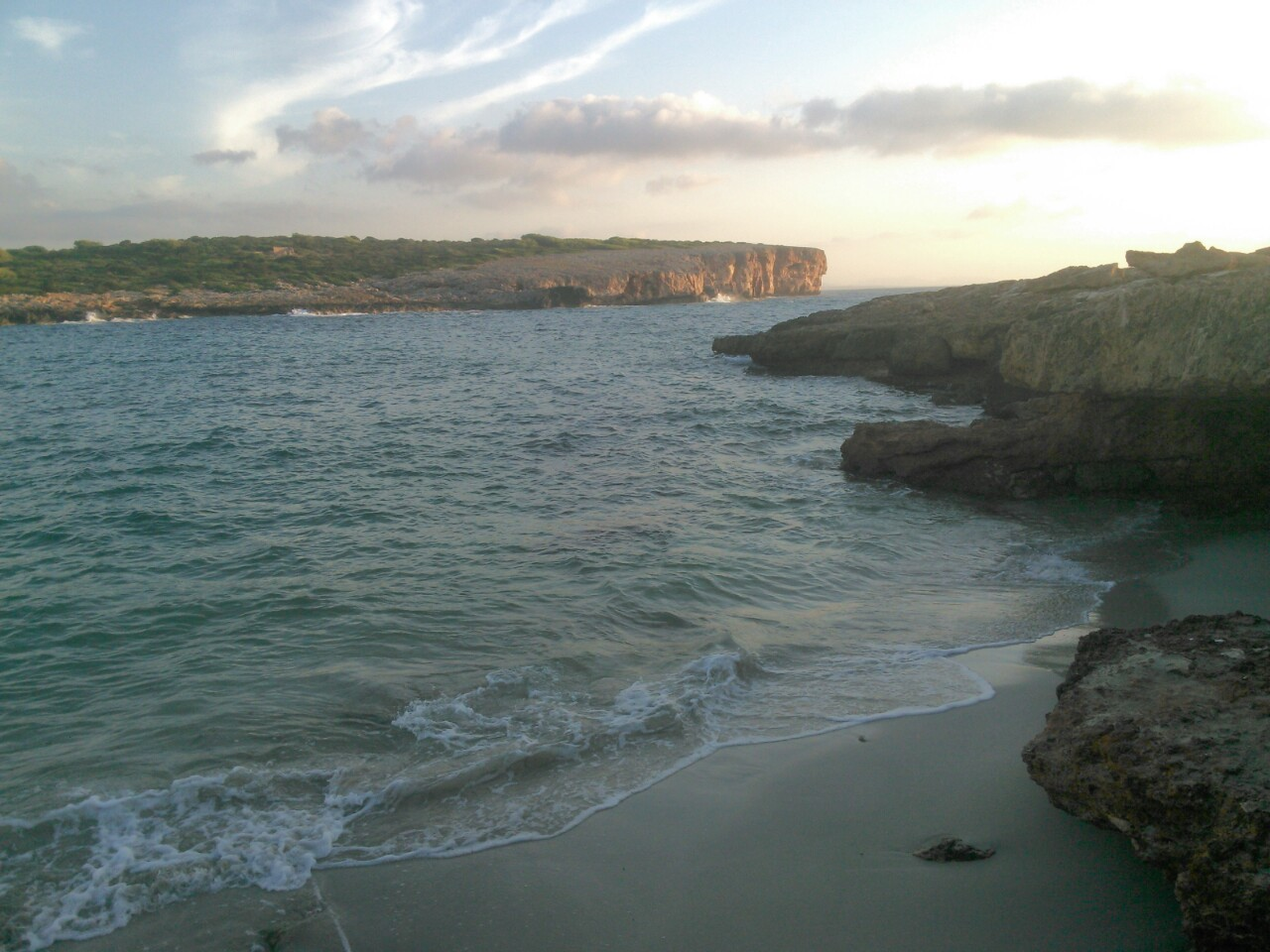
La playa virgen del Algar, al noreste de Porto Colom